# Uwe-Jens Rössel
Uwe-Jens Rössel (* 2. Juli 1950 in Freiberg) ist ein deutscher Politiker (PDS) und ehemaliger Bundestagsabgeordneter.

## Leben
Rössel besuchte von 1957 bis 1965 die Polytechnische Oberschule in Colmnitz und anschließend bis 1969 die Erweiterte Oberschule in Freital. Danach absolvierte er eine Berufsausbildung zum Industriekaufmann im Edelstahlwerk Freital. Im Jahr 1969 machte er sein Abitur und erhielt den Facharbeiterbrief als Industriekaufmann. Von 1969 bis 1973 studierte er an der Hochschule für Ökonomie in Berlin, die heute Teil der Fachhochschule für Technik und Wirtschaft Berlin ist, mit der Fachrichtung Mathematik und Datenverarbeitung in der Wirtschaft. Im Jahr 1973 erreichte er einen Hochschulabschluss als Diplomwirtschaftler. Da er als wehrdienstuntauglich eingestuft wurde, konnte er direkt im Anschluss arbeiten. So war er von 1973 bis 1978 als wissenschaftlicher Assistent an der Hochschule für Ökonomie angestellt, 1978 folgte die Promotion zum Doktor der Wirtschaftswissenschaften. Anschließend war er bis 1986 als wissenschaftlicher Mitarbeiter im Ministerrat der DDR tätig.

## Politik
Rössel war Mitglied in verschiedenen sozialorientierten Verbänden und Vereinen in seinem Wahlkreis. Seit 1974 war er bereits Mitglied der SED, von 1986 bis 1987 absolvierte er einen Einjahrlehrgang an der Parteihochschule in Berlin. Anschließend war er von 1987 bis 1989 Mitarbeiter im Zentralkomitee der SED und von 1990 bis 1991 Arbeitsgruppenleiter im Parteivorstand der PDS. Von 1991 bis 1994 war er Referent in der Bundestagsgruppe der PDS/Linke Liste. Anschließend zog Rössel als Politiker der PDS in den Deutschen Bundestag ein, wo er kommunalpolitischer Sprecher der PDS-Bundestagsfraktion war. Er gehörte dem Bundestag für zwei volle Legislaturperioden, bis 2002, an. Bis Anfang 2013 war er wissenschaftlicher Referent der Fraktion Die Linke im niedersächsischen Landtag.

## Weblink
- Biographie beim Deutschen Bundestag

| Personendaten    | Personendaten                  |
| ---------------- | ------------------------------ |
| NAME             | Rössel, Uwe-Jens               |
| KURZBESCHREIBUNG | deutscher Politiker (PDS), MdB |
| GEBURTSDATUM     | 2. Juli 1950                   |
| GEBURTSORT       | Freiberg                       |